# Rostraria azorica
Rostraria azorica — вид трав'янистих рослин з родини Тонконогові (Poaceae), ендемік Азорських островів.

## Опис
Однорічна рослина, росте у щільних пучках. Стебла підняті, 2.5–18 см завдовжки. Бокові гілки відсутні. Листові піхви опушені. Лігули 0.5–1.5 мм завдовжки, тупі. Листові пластини довжиною 2–11 см, шириною 1.5–3 мм; поверхні щільно волохаті з обох сторін. Суцвіття — довгаста волоть, 1.5–8 см завдовжки, 0.3–0.9 см ушир. Колосочки одиночні. Родючі колосочки містять 3–8 родючих квіточок; зі зменшеними квіточками на вершині. Колосочки зворотнояйцеподібні, з боків стиснуті, довжиною 5.5-9 мм, шириною 2–5 мм, роз'єднуються в зрілості нижче кожної родючої квіточки. Колоскові луски подібні, коротші, ніж колосочок; схожі на родючу лему в текстурі; блискучі. Нижня колоскова луска еліптична, 3–6.5 мм завдовжки, 0.7 довжина верхньої колоскової луски, 1-кілева, 2–3-жильна; вершина гостра. Верхня колоскова луска еліптична, 4–7 мм завдовжки, 0.8–1.2 довжини сусідньої родючої леми; 1-кілева, 5-жильна; вершина гостра. Родюча лема квіточки еліптична, довжиною 5–6 мм, блискуча, кілева, 5-жильна; поверхня оголена або опушена; волосся 0.5–0.75 мм довжиною; верхівка леми 1-остюкова. Верхня квіткова луска 0.75–1 від довжини леми, верхівка зубчаста, 2-остева; ості 0.31 мм завдовжки. Горішні стерильні квіточки нагадують родючі хоч і нерозвинені. Пиляків 3, 0.9–1.6 мм довжиною. Зав'язь гладка.

## Поширення
Ендемік Азорських островів (острів Санта-Марія).